# مغزرة إبرية
مغزرة إبرية (الاسم العلمي: Polygala acicularis) هي نوع نباتي يتبع جنس المغزرة من فصيلة المغزرية.